# Журавлёв, Василий Иванович (педагог)
Журавлёв Василий Иванович (7 января 1923, село Старорямова Тюменской обл. — 5 января 1996, Балашиха) — советский и российский педагог.
В 1952 окончил филологический факультет Новосибирского педагогического института.
В 1977—1996 - заведующий кафедрой педагогики в Московского областного педагогического института им. Н. К. Крупской (ныне МГОУ им. Крупской  Архивная копия от 8 октября 2008 на Wayback Machine).
Доктор педагогических наук, профессор. Заслуженный деятель науки РФ. Действительный член РАО по Отделению философии образования и теоретической педагогики (с 1992).